# Dreizehn Kantone (Wasserzeichenmotiv)
Das Treize-Cantons-Wasserzeichen wurde in Basel und Umgebung zwischen 1730 und 1800 hergestellt. Das Wasserzeichen nimmt Bezug auf die Dreizehn Alten Orte, die zwischen dem Beitritt von Appenzell im Jahr 1513 und dem Beginn der Helvetik im Jahr 1798 die Alte Eidgenossenschaft gebildet hatten.

## Gestaltung
Ins Zentrum des Wasserzeichens stellten die Basler Papiermacher der Familie Heusler den Baselstab, um den herum kreisförmig die Wappen der übrigen zwölf Alten Orte angeordnet waren. Beispiele von Markus Heusler I (1765) und von Strampfer & Heusler (1771) finden sich in den Wasserzeichen-Tafeln zur Schweizer Papiergeschichte.

## Riesaufdrucke
In enger Beziehung zum Wasserzeichen steht der Riesaufdruck, mit dem das abgezählte und verpackte Papier gekennzeichnet wurde. Die überwiegende Zahl der von den Basler Papiermühlen überlieferten Warenkennzeichnungen weist den Baselstab als mehr oder weniger dominantes ikonografisches Element auf. In mehreren Fällen ist dieser mit dem Wort BASEL und einem Kranz der übrigen zwölf Kantonswappen versehen. Zusätzlich hierzu findet sich 1798 die zur Bezeichnung der Papiersorte dienende Wortmarke «XIII CANTONS. MARCUS HEUSLER VON BASEL» bzw. «XIII CANTONS. NH».

## Sammlungen
- Basler Papiermühle
- Deutsches Buch- und Schriftmuseum[4][5]